# Nazareth
Nazareth (phát âm /ˈnæzərəθ/; tiếng Hebrew: נָצְרַת, Natzrat hoặc Natzeret; tiếng Ả Rập: الناصرة an-Nāṣira or an-Naseriyye) là thủ phủ và thành phố lớn nhất vùng phía bắc Israel, được gọi là thủ đô Ả Rập của Israel vì dân số phần lớn là công dân Israel gốc Ả Rập. Trong Tân Ước, thành phố được mô tả là quê hương thời niên thiếu của chúa Giêsu, và như vậy là một trung tâm hành hương của người Kitô giáo, với nhiều nơi thiêng liêng tưởng niệm các biến cố trong Kinh Thánh.

## Từ nguyên
Nazareth không được nói tới trong các văn bản tiền-Kitô giáo, và xuất hiện trong nhiều dạng tiếng Hy Lạp khác nhau ở Tân Ước. Không có sự nhất trí về nguồn gốc của tên này.

### Các đề cập ở Thánh Kinh
"Nazareth" có nhiều dạng viết (Nazara, Nazaret, Nazareth, Nazarat, Nazarath) trong các bản dịch Tân Ước tiếng Hy Lạp còn tồn tại. Nhiều học giả đã đặt thành vấn đề có sự liên kết giữa "Nazareth" và các từ "Nazarene", "Nazoraean" trên nền tảng ngôn ngữ học, trong khi một số học giả khác khẳng định khả năng quan hệ ngữ nguyên "cho các cách diễn đạt riêng của ngôn ngữ Aram xứ Galilea." Trong 12 lần tên thành phố xuất hiện trong Tân Ước, thì 10 lần dùng dạng Nazaret hoặc Nazareth, còn 2 lần dùng dạng Nazara. Nazara (Ναζαρα) thường được coi như dạng sớm nhất của tên trong tiếng Hy Lạp, và được tìm thấy trong Phúc âm Matthew (Mt. 4:13) và Phúc âm Luke (Lk. 4:16), cũng như tài liệu giả định Q, trong đó nhiều học giả xác nhận trước năm 70 sau CN, và sự hình thành các phúc âm Kitô giáo hợp quy tắc của giáo hội. Dạng Nazareth xuất hiện một lần trong Phúc âm Matthew (Mt. 21:11), 4 lần trong chương nơi sinh của Phúc âm Luke (Lk. 1:26), (Lk. 2:4), (Lk. 2:39), (Lk. 2:51), và một lần trong sách Công vụ Tông đồ (Ac 10:38). Trong phúc âm Mark, tên này chỉ xuất hiện một lần (Mk. 1:9) dưới dạng Nazaret.

### Các đề cập ngoài Thánh kinh
Dạng Nazara cũng tìm thấy trong đề cập về thành phố này, ngoài Thánh kinh sớm nhất, một trích dẫn của Sextus Julius Africanus vào khoảng năm 200 sau CN. (xem "Middle Roman to Byzantine Periods" bên dưới). Nhà thần học lỗi lạc Origen (c. 185 tới 254 sau CN) biết các dạng từ Nazara và Nazaret. Sau đó, Eusebius trong tác phẩm Onomasticon (do St. Jerome dịch) cũng nhắc tới nơi định cư này như tên Nazara.
Đề cập phi-Kitô giáo đầu tiên tới Nazareth là trong một câu khắc trên mảnh đá cẩm thạch vỡ ở đền thờ Do Thái giáo, được tìm thấy tại Caesarea Maritima năm 1962. Mảnh vỡ này đưa ra tên thành phố theo tíếng Hebrew là nun·tsade·resh·tav. Chữ khắc này đề ngày tháng sớm nhất là khoảng năm 300 sau CN và ghi chép việc phân nhiệm các giáo sĩ tư tế diễn ra ít lâu sau cuộc khởi nghĩa Bar Kokhba, năm 132-135 sau CN. (xem "Middle Roman to Byzantine Periods" bên dưới.) Một câu khắc tiếng Hebrew ở thế kỷ thứ 8 sau CN - được coi như sự đề cập tới Nazareth sớm nhất bằng tiếng Hebrew trước khi phát hiện câu khắc trên mảnh vỡ đá cẩm thạch nói trên – cũng dùng cùng một dạng.

## Địa lý và dân số

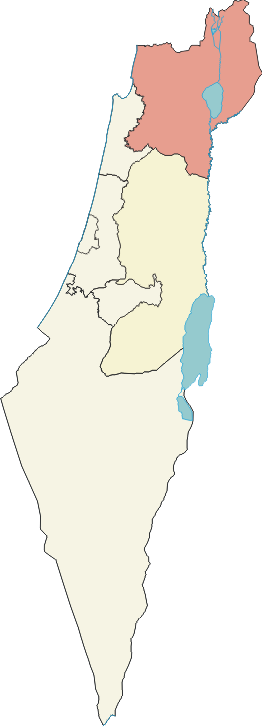
Bản đồ chỉ miền bắc Israel (màu đỏ)

### Kỷ nguyên đầu Kitô giáo

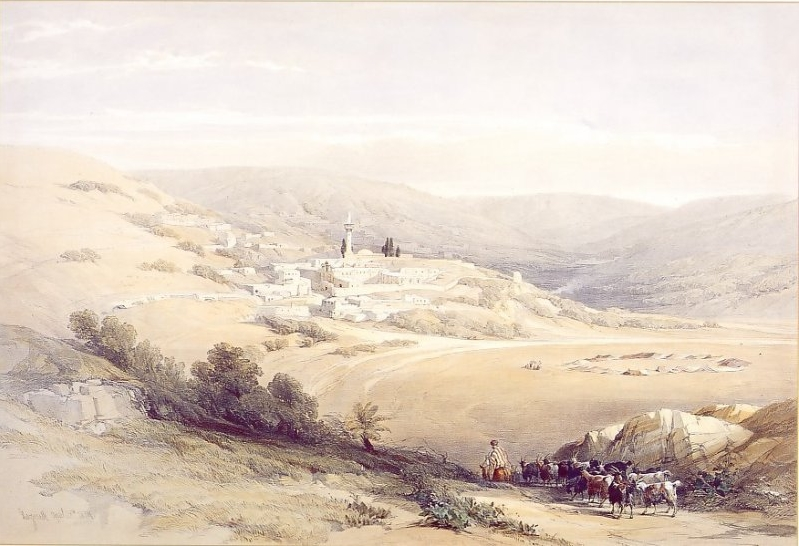
Nazareth năm 1842

### Thời giữa La Mã tới đế quốc Đông La Mã

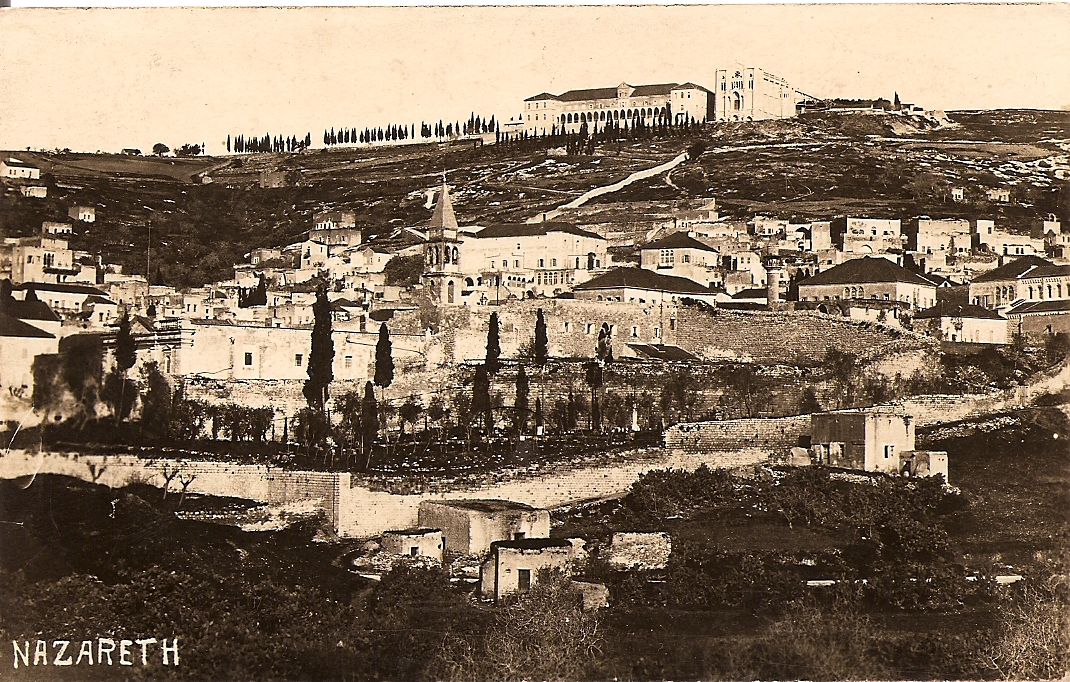
Bưu thiếp Nazareth, do Fadil Saba vẽ

### Sự thống trị của người Hồi giáo

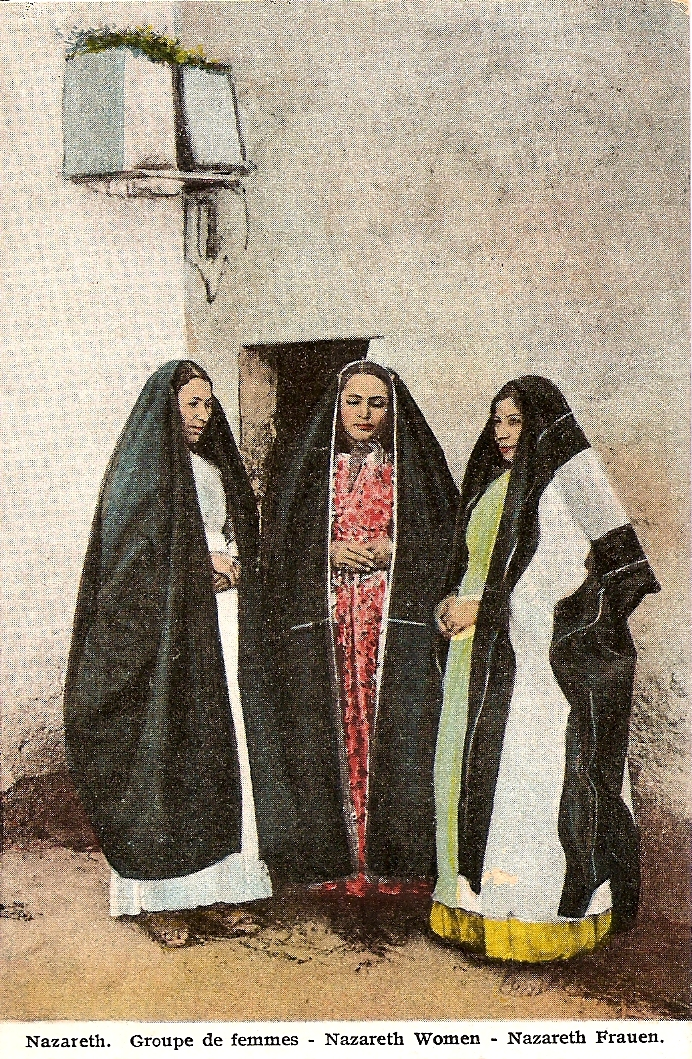
Bưu thiếp cũ về các phụ nữ Nazareth, dựa trên ảnh chụp của Félix Bonfils

### Kỷ nguyên hiện đại

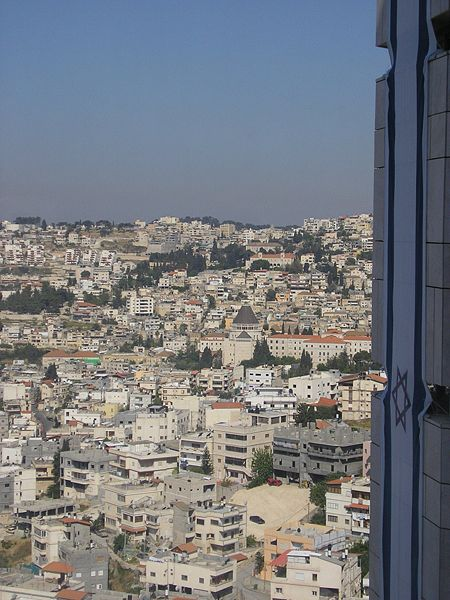
Nazareth hiện đại

## Các nơi thiêng liêng tôn giáo

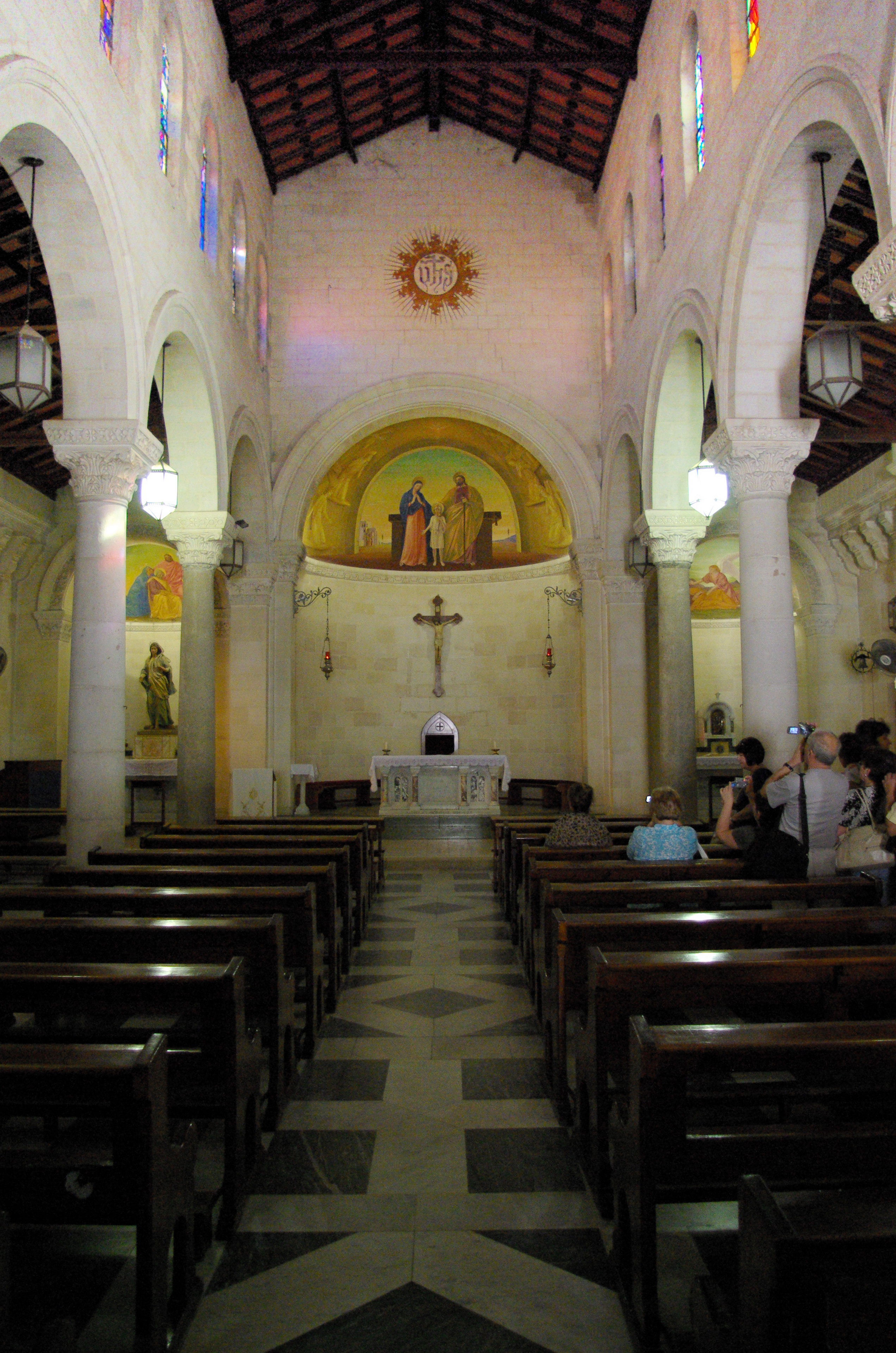
Bên trong nhà thờ thánh Giuse